# Euprotomus aratrum
Euprotomus aratrum is een slakkensoort uit de familie van de Strombidae. De wetenschappelijke naam van de soort is voor het eerst geldig gepubliceerd in 1798 door Röding.

## Voorkomen
Euprotomus aratrum komt voor in Australië, Indonesië, Filipijnen, Vietnam, Thailand en Salomonseilanden.

## Herkennen
Euprotomus aratrum is een makkelijk te herkennen soort. De meeste schelpen hebben een donkere vlek op het columella en de tip van de vleugel. Al kan dit enorm variabel zijn. Exemplaren die bijna een volledig zwarte basis hebben tot schelpen zonder de kenmerkende zwarte kleur!
Er is maar één soort die ermee kan verward worden en dat enkel binnen de Filipijnen: Euprotomus chrysostomus. Beide soorten zijn variabel, wat het moeilijk kan maken. Het enige vaste verschil, dat niet of amper varieert, is de globale vorm van de schelp. E. aratrum is slank, terwijl E. chrysostomus robuuster is.